# New York Post
New York Post je americký deník vydávaný ve městě New York a přilehlé metropolitní oblasti. V roce 1801 jej založil Alexander Hamilton, jeden z Otců zakladatelů Spojených států amerických, a od roku 1976 jej prostřednictvím svých firem vlastní mediální magnát Rupert Murdoch. K roku 2009 byl šestým nejčtenějším americkým deníkem.